# Dobrčice
Dobrčice (deutsch Dobertschitz, früher Dobrczitz) ist eine Gemeinde in Tschechien. Sie liegt sechs Kilometer südöstlich von Přerov und gehört zum Okres Přerov.

## Geographie
Dobrčice befindet sich am westlichen Abfall der Podbeskydská pahorkatina (Vorbeskidenhügelland) zur Obermährischen Senke (Hornomoravský úval). Das Straßendorf erstreckt sich am rechten Ufer des Baches Dobrčický potok, der zweieinhalb Kilometer westlich in die Moštěnka mündet. Nördlich erhebt sich die Švédské šance (298 m), im Nordosten die Robotňa (283 m), östlich die Vranice (332 m) sowie südöstlich der Holý kopec (360 m). Zwei Kilometer westlich führen die E 55 und die Bahnstrecke Přerov – Břeclav vorbei, die nächste Bahnstation ist Horní Moštěnice zastávka. Gegen Südosten erstreckt sich das Waldgebiet Přestavlcký les. Nordwestlich liegt der Mineralbrunnen Hanácká kyselka.
Nachbarorte sind Mlýn Stolbach, Újezdec und Želatovice im Norden, Beňov, Kocanda, Marianín und Líšná im Nordosten, Kozrál, Lipová, Křtomil und Bystřice pod Hostýnem im Osten, Zámeček, Pacetluky, Karlovice und Kostelec u Holešova im Südosten, Přestavlky im Süden, Říkovice, Polňák und Kanovsko im Südwesten, Vlkoš und Věžky im Westen sowie Záhatí und Horní Moštěnice im Nordwesten.

## Geschichte
Die erste schriftliche Erwähnung des Dorfes erfolgte 1356, als Budek de Dobrcizc für seine Frau Klara in der Olmützer Landtafel eine Morgengabe von acht Scherf intabulieren ließ. Den Sitz der Herren von Dobrčice bildete eine Feste, die sich an der Stelle des heutigen Gasthauses befand. Nach dem Dorf benannte sich das Vladikengeschlecht Rzikowsky von Dobrzicz (Říkovský von Dobrčice), das später in den Ritterstand, Herrenstand und 1867 mit Feldmarschall Leopold Rzikowsky in den Freiherrenstand erhoben wurde.
1643 schlug das Heer Lennart Torstenssons auf dem Zahonny-Berg nördlich des Dorfes sein Hauptlager auf. Wegen der dabei ausgeführten Schanzarbeiten erhielt der Berg im Volksmund den Namen Schwedenschanze. Im Hufenregister von 1654 sind für Dobrczitz 16 Anwesen ausgewiesen. Das älteste Ortssiegel stammt von 1693; es trägt die Umschrift OBECNI PECZET DIEDIN DOBERTSCHITZ. 1794 bestand das Dorf aus 40 Häusern und hatte 294 Einwohner. Gepfarrt ist der Ort seit eh und jeh nach Horní Moštěnice.
Nach der Aufhebung der Patrimonialherrschaften bildete Dobrčice / Dobrožitz ab 1850 eine Gemeinde in der Bezirkshauptmannschaft Kremsier. Im Jahre 1869 lebten in den 48 Häusern des Dorfes 293 Personen. Seit 1880 gehört die Gemeinde zum Bezirk Prerau. 1882 entstand in Dobrčice eine einklassige Dorfschule, zuvor wurden die Kinder in Horní Moštěnice unterrichtet. Dobrčice bestand im Jahre 1900 aus 50 Häusern und hatte 286 Einwohner. Während die Zahl der Häuser stetig zunahm, sank die Einwohnerzahl seit dieser Zeit. 1950 waren es 78 Häuser mit 279 Einwohnern und 1980 76 Häuser mit 199 Bewohnern. Im Jahre 2005 lebten in den 85 Häusern von Dobrčice 195 Personen. Das Schulgebäude dient heute als Kulturhaus und Sitz des Gemeindeamtes. Ethnographisch gehört das Dorf zur Hanna.

## Wappen
Seit 2005 führt die Gemeinde ein Wappen und Banner. Sie wurden vom Heraldiker Miroslav Pavlů entworfen. Das Wappen zeigt auf blauem Grund ein silbernes schreitendes Ross mit einem Ritter in Rüstung sowie einen achtzackigen goldenen Stern.

## Ortsgliederung
Für die Gemeinde Dobrčice sind keine Ortsteile ausgewiesen.

## Sehenswürdigkeiten
- Kapelle, erbaut 1773
- Gedenkstein für die Gefallenen, bei der Kapelle